# Indirekte Verdunstungskühlung

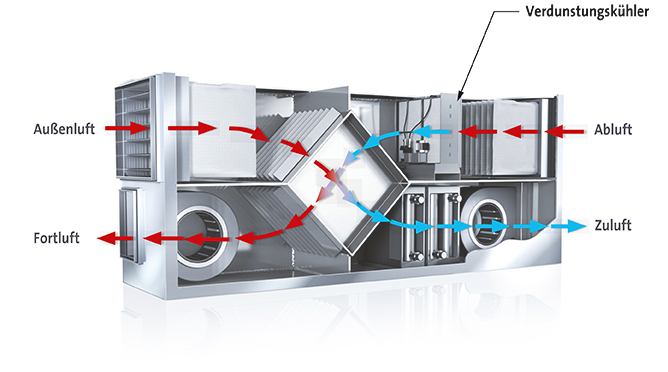
Schematischer Aufbau einer RLT-Anlage mit indirekter Verdunstungskühlung

Die indirekte Verdunstungskühlung ist ein Verfahren, das die im Phasenwechsel entstehende Verdunstungskälte zur Kühlung, z. B. zur Kühlung der Luft in einer Raumlufttechnik-Anlage (RLT-Anlage), nutzt. Nachteil der direkten adiabatischen Kühlung ist, dass der Luft bei der Raumkühlung viel Feuchtigkeit zugeführt wird, wodurch sich das so abgekühlte Raumklima klamm anfühlt.
Die Wasserverdunstung erfolgt bei indirekten Verdunstungskühlern auf der Abluftseite, wodurch die warme Außenluft gekühlt wird. Die erzielbare Abkühlung der Außenluft ist somit von der verdunsteten Wassermenge auf der Abluftseite und der Bauart sowie dem Wirkungsgrad der eingesetzten Wärmerückgewinnung abhängig. Die Abluft kann dabei bis nahe der Sättigung befeuchtet werden, ohne dass ein Feuchteanstieg in der Zuluft auftritt. Neben der Luftgeschwindigkeit, mit welcher der Verdunstungskühler durchströmt wird, hängt die verdunstete Wassermenge und somit die erreichte Abkühlung von dem Luftzustand ab, mit der die Abluft in den Verdunstungskühler eintritt. Ausschlaggebend sind dabei:
- die Lufttemperatur vor der Verdunstung: je niedriger diese ist, umso weniger Feuchte kann aufgenommen werden und umso geringer wird der Abkühleffekt;
- die Luftfeuchtigkeit vor der Verdunstung: je mehr Wasser die Luft bereits enthält, umso weniger Feuchte kann sie aufnehmen und desto geringer wird die erzielte Temperaturabsenkung. Die resultierte Temperaturabsenkung beim Befeuchten der Abluft kann mithilfe der Kühlgrenztemperatur ermittelt werden.

Die theoretische Grenze der Verdunstungskühlung ist bei kompletter Sättigung der Luft mit Wasser erreicht – also bei einer relativen Luftfeuchtigkeit von 100 %.

## Bauarten

### Einbau in RLT-Anlagen
Nach dem oben genannten Funktionsprinzip erfolgt beim Einbau einer indirekten Verdunstungskühlung in eine raumlufttechnische Anlage die Verdunstung des Wassers auf der Abluftseite. Hierdurch wird mittels Wärmerückgewinnung die warme Außenluft gekühlt. In RLT-Anlagen sind mit wirtschaftlich vertretbarem Aufwand Feuchteerhöhungen auf Werte von 92 bis 95 % je nach Bauart des verwendeten Verdunstungskühlers realistisch.

### Kompaktgeräte
Ebenfalls sind indirekte Verdunstungskühler als Kompaktgeräte verfügbar, welche die indirekte adiabate Kühlung von Gebäuden ohne bestehende RLT-Anlage ermöglichen. Die Kompaktgeräte verfügen über einen internen Wärmeübertrager (Rekuperator), welcher die Trennung der befeuchteten Prozess- und gekühlten Zuluft sicherstellt. Eine spezielle hydrophile Beschichtung der Oberflächen des Wärmeübertragers auf der Prozessluftseite unterstützen diesen Prozess.
Die Verdunstungskühler, welche bauartbedingt meist auf Dächern oder Wänden von Nichtwohngebäuden (Produktions-, Fertigungs-, Lagerhallen u. ä.) montiert werden, saugen die dort vorhandene Außenluft an und leiten diese über den Wärmeübertrager. Ein Teil der Außenluft wird hierbei über die gegenüberliegenden Platten des Rekuperators als Prozessluft zurückgeführt und abschließend als Fortluft ausgestoßen. Da die Oberflächen der Prozessluftseite befeuchtet werden, kühlt sich der Luftstrom ab und nimmt die bei der Verdunstung entstehende Feuchtigkeit auf. Dies bewirkt, dass der angesaugte Außenluftvolumenstrom gekühlt wird, ohne dass ein zusätzlicher Feuchteeintrag stattfindet.
Aufgrund dieser indirekten Kühlung der Außenluft und Rückführung der Prozessluft durch Verwendung eines speziellen Wärmeübertragers sind bei dieser Kühltechnologie in der Praxis Zulufttemperaturen unterhalb der Feuchtkugeltemperatur der vorherrschenden Außenluft möglich.
Wesentlicher Vorteil dieser Art der Kühlung gegenüber auf dem Markt befindlichen direkten Verdunstungskühlern besteht darin, dass geringere Temperaturen erreicht werden können und keine Feuchtigkeit über den Luftstrom dem Objekt zugeführt wird.
Aufgrund der modularen und dezentralen Anordnungsmöglichkeiten können Kompaktgeräte in der Regel unproblematisch und zu einem wirtschaftlich vertretbaren Aufwand im Neubau als auch Bestand nachgerüstet werden.

## Synergieeffekte
Im Vergleich zu herkömmlichen Kühlgeräten mit Kompressor und synthetischem Kältemittel sind bei Kompaktgeräten wesentlich geringere Betriebskosten (bis zu 80 % weniger) möglich. Dies liegt daran, dass im Wesentlichen lediglich ein Ventilator sowie Pumpen zur Wasserverteilung mit elektrischer Energie versorgt werden müssen. Dies stellt ebenfalls sicher, dass auch bei steigenden Temperaturen die elektrische Leistungsaufnahme konstant bleibt, wodurch auftretenden Stromspitzen im Netz abgedämpft werden können.
Bei dieser Technologie wird dem Objekt Außenluft zur Deckung der internen Kühllasten zugeführt. Gegenüber der Umwälzung von Luft (Umluftbetrieb) birgt dies nicht die Gefahr, dass die Luft aufgrund von Kondensation zu trocken wird. Ebenfalls können weitere Aspekte wie notwendige Außenluftraten pro Person nach Arbeitssättenrichtlinien erfüllt werden.
Um eine gewisse Lüftungseffektivität innerhalb eines Objektes sicherzustellen, ist eine Abluftführung (mechanisch über Tore o. ä.) oder aktiv (mittels Ventilatoren) sinnvoll. Dies birgt den positiven Nebeneffekt, dass vorherrschende Luftverunreinigungen wie Staub oder Dämpfe automatisch mit abgeführt und durch frische Außenluft ersetzt werden.

## Belege
1. ↑  Umweltschonende Kühlsysteme für eine gesunde Zukunft. Abgerufen am 25. November 2022.